# Kara aresztu domowego
Kara aresztu domowego – jedna z kar dyscyplinarnych stosowanych w Wojsku Polskim.
Kara aresztu domowego (kabinowego) polegała na zakazie opuszczania przez ukaranego w godzinach wolnych od zajęć służbowych mieszkania służbowego (kabiny). Żołnierz nie mógł także przyjmować gości i przebywać w kasynie. Za każdy dzień aresztu potrącano żołnierzowi 50% poborów. Regulamin dyscyplinarny z 1970 roku nie przewidywał już takiej kary.